# Podturen
Podturen (mađ. Bottornya, prek. Pottüren, ili Pottören) je općina u Međimurskoj županiji, u Hrvatskoj. Konstituirana je 1993. na 31,42 km2 u kojoj prema popisu iz 2001. živi 4392 stanovnika. 

## Općinska naselja
Sastoji se od 6 naselja:
- Celine
- Ferketinec
- Miklavec
- Novakovec
- Podturen
- Sivica

## Promet
Općina je povezana prometnicama prema Čakovcu, prema Murskom Središću i prema Dekanovcu.
Podturen je nekada bio cestovno povezan s Mađarskom (Podturen – Kerkaszentkirály). U vrijeme dok je Mura tekla drugačijim tokom, a tu je 1843. sagrađen most.

## Položaj
Položaj Općine Podturen nalazi se na tromeđi Hrvatske, Slovenije i Mađarske kod sela Novakovec. Dio općine pokriva Regionalni park Mura-Drava.

## Partnerstva
- Lendava (Slovenija)
- Kerkaszentkirály (Mađarska)

## Zemljopis
Podturen je najsjevernija točka razgraničenja u Hrvatskoj s Mađarskom, a najjužnija sa Slovenskim Prekmurjem, te je jedina općina u Međimurju koja ima granicu s dvije države. Susjedne općine su Belica, Dekanovec, Vratišinec te gradovi Čakovec i Mursko Središće. Općina Podturen spada među veće općine u Međimurju i uvrštava se u područje pleistocenske ravni uz rijeku Muru.
Mjesto Podturen je smješteno na zemljopisnoj širini 46°27’53"N i zemljopisnoj dužini 16°32’35″E te nadmorskoj visini od 151 m.  
U Podturenu se nalazi jedan od krajolika rijeke Mure i njezine prirode, a tu je rukavac od više manjih rijeka koje se ulijevaju u Muru.

## Stanovništvo
Općina ima ukupno 4392 stanovnika, a stanovništvo je većinski hrvatsko, a od manjina prisutni su Romi, Mađari, Slovenci i ostali.
| broj stanovnika | 2786  | 3150  | 3410  | 3795  | 3919  | 4575  | 4987  | 5364  | 5910  | 6327  | 5740  | 5681  | 5124  | 4663  | 4392  | 3873  | 3517  |
|                 | 1857. | 1869. | 1880. | 1890. | 1900. | 1910. | 1921. | 1931. | 1948. | 1953. | 1961. | 1971. | 1981. | 1991. | 2001. | 2011. | 2021. |

| broj stanovnika | 1281  | 1467  | 1603  | 1801  | 1814  | 2042  | 2169  | 2264  | 2420  | 2629  | 2254  | 2178  | 2037  | 1735  | 1542  | 1365  | 1323  |
|                 | 1857. | 1869. | 1880. | 1890. | 1900. | 1910. | 1921. | 1931. | 1948. | 1953. | 1961. | 1971. | 1981. | 1991. | 2001. | 2011. | 2021. |

## Uprava
- Načelnik: Perica Hajdarović
- Zamjenik načelnika: Vladimir Kodba
- MO Podturen: Zvonimir Radovan
- MO Novakovec: Lidija Međimurec
- MO Sivica: Vlado Nedeljko
- MO Celine: Mladen Božić
- MO Ferketinec: Florijan Goričanec
- MO Miklavec: Tihomir Slamek

## Povijest
Podturen je dobio ime po tornju (turnu). Selo Torn prvi se puta spominje 1367. Ostali stari nazivi za Podturen bili su: Turnišće, Turnischa, Tornitz, Sub Thuren, Bottornya. Kao trgovište i gradsko naselje spominje se od 1688. godine. Na Međimurskom vlastelinstvu od 1638. do 1688. je bilo potpisano 6 gradskih naselja među kojima je bio i Podturen.
Podturen pripada među starija mjesta u Hrvatskoj, jer se spominje već 1300. god. te 
1688. dobiva ime Turnišće, te se godine i spominju dva mlina na rijeci muri, dok ga 1887. Mađari preimenuju u Bottornya, a mjesto postaje za njih strateški važno. Ovuda je prolazila cesta prema sjevernom Međimurju, Čakovcu, Murskom Središću i ostalim mjestima. U vrijeme mađarske okupacije stanovništvo je Podturna raslo. 1901. god. u Podturnu je započela s radom državna pučka škola na mađarskom jeziku. Nakon Jelačićevih vojnih akcija 1848., Podturen je priključen Kraljevini Hrvatskoj. Mjesto je više puta mijenjalo države, nalazilo se pod mađarskom vlašću pa opet pod hrvatskom, dok je 1941. Međimurje opet došlo pod vlast Mađara i pripalo mađarskoj županiji Zala. Nakon oslobođenja 1945., Podturen ponovno dobiva svoje hrvatsko ime i postaje sastavnim dijelom Hrvatske. Te je godine u Podturnu uništena cesta te most preko rijeke Mure prema Mađarskoj, koji nisu obnovljeni.

## Gospodarstvo
Općina raspolaže s poslovno-stambenom zonom u Podturnu i poslovnom zonom na Sivici.

## Poznate osobe
- Antun Biber Tehek rođen 13. travnja 1910. u Podturnu. Antun Biber Tehek vršio je mnoge državne i partijske dužnosti od 1946. – 1950. god. Nosilac je Partizanske spomenice 1941. i drugih visokih odlikovanja. Narodnim herojem proglašen je 27. studenog 1953. godine.
- Ivan Tugajlić rođen 8. ožujka 1930. u Podturnu, fizičar i pisac znanstvene fantastike te nosilac danske viteške titule koju je primio 1994. godine.
- dr. sc. Stjepan Sršan rođen 7. travnja 1941. u Podturnu, preminuo 30. srpnja 2014. u Osijeku. Povjesničar, teolog i klasični filolog, redoviti profesor na Filozofskom fakultetu u Osijeku (polje povijest, za predmet Hrvatska povijest u ranom novom vijeku od 16. do 18. stoljeća) i dugogodišnji ravnatelj Državnog arhiva u Osijeku. Jedan od najvećih povjesničara Osijeka i Slavonije.
- Dragutin Šantek rođen u Novakovcu (općina Podturen), hrvatski slikar i kipar, osvojio je nagrade Ludwig i Sussman.
- Gusti Draksar bio je pjevač iz Novakovca.
- Vladimir Rojko bio je hrvatski branitelj u Domovinskom ratu.
- Josip Sanjković Mitrica je pjevač rođen u Novakovcu.
- Marija Jambrošić je pjevačica rođena u Novakovcu.

## Spomenici i znamenitosti
- Spomenik Vladimiru Rojku, hrvatskom branitelju u centru Novakovca
- Crkva sv. Martina (Sancti Martini) u Podturnu
- Spomenik palim borcima u centru Podturna
- Raspela i pilovi u Podturnu i općinskim mjestima
- Drveni most preko Stare Mure u Podturnu
- Skela preko rijeke Mure u Podturnu, Miklavcu i Novakovcu
- Trg Kalvarije u starom centru Podturna

## Župa Podturen
Crkva sv. Martina (Sancti Martini) u Podturnu spada u grupu najstarijih župa u Međimurju jer se spominje već u prvom popisu župa Zagrebačke biskupije 1334. godine. Građevina je s osobito vrijednom kamenom kustodijom visokom oko 6,5 metara(najveća u Hrvatskoj).
Župa Podturen se spominje kao "item due eccfesieSancti Martini". Postoji indirektna naznaka da je crkva Sv. Martina mogla biti crkva templara.
U popisu župa 1501. godine spominje se župa Sveti Martin u Podturnu -"Sancti Martini in Thurren". Tijekom XV. stoljeća spominje se kastrum (utvrda) Podturen. Papinska vojska je u ljeto 1601. godine u nespješnom pohodu protiv Turaka okupila saveznike baš u Podturnu. Oko 24.000 kršćanskih vojnika krenulo je osloboditi Kanižu.
Danas župa Podturen nastavlja svoj redoviti vjernički život i napreduje u svim pravcima.

## Obrazovanje
- Osnovna škola Podturen

## Kultura
- KUD Mura Novakovec
- KUD Podturen
- DVD Novakovec
- Podturenski fašnik
- Čaplje (maske)

## Udruge
- Sportska udruga Celine
- Zaštitarsko-ekološka udruga Podturen
- Udruga umirovljenika Općine Podturen (osnovana 1979.)
- Udruga dragovoljaca i veterana domovinskog rata
- Udruga zeleni plan Podturen
- Čaplje i štrki
- Udruga Roma (Vijeće Romske nacionalne manjine Općine Podturen sa sjedištem u Podturnu)
- Udruga Turen
- Udruga slobodnih umjetnika Podturen

## Šport

### Nogomet
- NK Podturen

### Sportski objekti
- Sportska dvorana Podturen

### Šah
- ŠK Podturen

### Ribolov
- ŠRD Šaran Podturen

## Vanjske poveznice
- Službena stranica Općine Podturen
- Službena stranica Župe sv. Martina u Podturnu
- Službena stranica Udruge mMw